# Jacques Brel
Jacques Romain Georges Brel (Schaerbeek, 8 de abril de 1929-Bobigny, 9 de octubre de 1978), de nombre artístico Jacques Brel, fue un cantautor belga de habla francesa. Se desempeñó como actor y cineasta. Sus canciones son reconocidas por la poesía y sinceridad de sus letras. Tal vez su canción más internacional sea Ne me quitte pas (1959), traducida a diversos idiomas e interpretada por muchos. Resultó uno de los más destacados exponentes de la Chanson française. Muchas de sus canciones han sido interpretadas por otros de habla francesa.

## Trayectoria artística
Brel nació en Schaerbeek, Bélgica, municipio al norte de Bruselas, vivió parte de su vida artística en París. El 1 de junio de 1950 se casó con Thérèse Michielsen (Miche) (1926-2020). El 6 de diciembre de 1951 nació su primera hija, Chantal, y más adelante France el 12 de julio de 1953. Por último, nació Isabelle en agosto de 1958, a quien su padre dedicó la canción homónima.
A partir de 1952, empezó a componer sus primeras canciones que cantaba en reuniones familiares y en cabarets bruselenses. Hacía muestra de la potencia lírica que le caracteriza, tanto en las letras como en la interpretación, aunque su familia no le animaba.
Él perseveró; en 1953 publicó su primer 78 rpm. De inmediato, se marchó solo de la capital belga a París, donde se dedicó a escribir música y canciones en los cabarets o music-halls. Dio clases de guitarra para ganarse la vida. En el escenario interpretaba sus canciones con grandes gestos. Después de disfrutar de un éxito relativo, su mujer e hijas se mudaron con él desde Bélgica. En 1956 ya iba de gira por Europa y grabó la canción Quand on n'a que l'amour que significó su primer gran éxito. Apareció en un show con Maurice Chevalier y Michel Legrand. En 1957 grabó su segundo 33 rpm, recibió el Grand Prix de l'Académie Charles Cros y al año siguiente consiguió por fin ser aclamado en el Olympia. 
Sus temas son muy variados, explorando el amor (Je t'aime, Litanies pour un retour, Dulcinéa), la sociedad (Les singes, Les bourgeois, Jaurès) y preocupaciones espirituales (Le bon Dieu, Dites, si c'était vrai, Fernand). Su trabajo no se limita a un estilo, desde composiciones más cómicas (Les bonbons, Le lion, Comment tuer l'amant de sa femme...) a las más dramáticas (Voir un ami pleurer, Fils de..., Jojo). La sagacidad de Brel le convirtió en un pintor de la vida diaria innovador y creativo, con una rara facilidad poética. Su uso inteligente de las palabras era sorprendente y sencillo, utilizando un vocabulario muy visual y evocador. 
Brel también tenía facilidad para las metáforas, como en Je suis un soir d'été, donde el narrador es una noche de verano que cuenta lo que observa mientras cae sobre la ciudad. Aunque se le considera un maestro en las letras, su parte musical es de gran calidad y no está limitada a un estilo. Compuso tanto melodías vivaces y llenas de ritmo (L'aventure, Rosa, Au printemps) como solemnes y tristes (J'en appelle, Pourquoi faut-il que les hommes s'ennuient?).
Las letras románticas de Brel revelaban en ocasiones cierta oscuridad y amarga ironía. En algunos momentos sus tiernas canciones de amor muestran destellos de resentimiento y frustración poco suprimidos. Sus retratos certeros de los llamados desechos de la sociedad, los alcohólicos, vagabundos, drogadictos y prostitutas descritos en Jef y Jacki, evitaban el sentimentalismo fácil; no tenía tampoco miedo a retratar la parte desagradable de su estilo de vida. 
Compuso y grabó sus canciones casi en exclusivo francés. Es muy reconocido en los países francófonos como uno de los mejores compositores en francés de todos los tiempos. Sólo a veces incluyó partes en neerlandés, como en Marieke. Grabó versiones en neerlandés de canciones como Le Plat Pays, Ne me quitte pas y Les bourgeois. Como su dominio de esta lengua era escaso, la traducción fue realizada por Ernst van Altena, traductor de canciones francesas. 
En 1966, decidió abandonar la canción. El 16 de mayo de 1967, dio su último recital en Roubaix, ciudad al norte de Francia, limítrofe con la frontera belga; pero este hecho no supuso la inactividad de Brel. Ya en el verano de 1967, actuó en su primer largometraje, Les Risques du métier del director André Cayatte. Más tarde, como actor interpretó al oponente de Claude Jade en la película Mon oncle Benjamin. Actuó en el musical L'homme de la Mancha (El hombre de la Mancha), que dirigió. Participó en otras películas, aunque sus actuaciones cinematográficas no son del calibre que las musicales. Durante más de 20 años fue una gran estrella, ganó reconocimiento más allá de las audiencias francesas. 

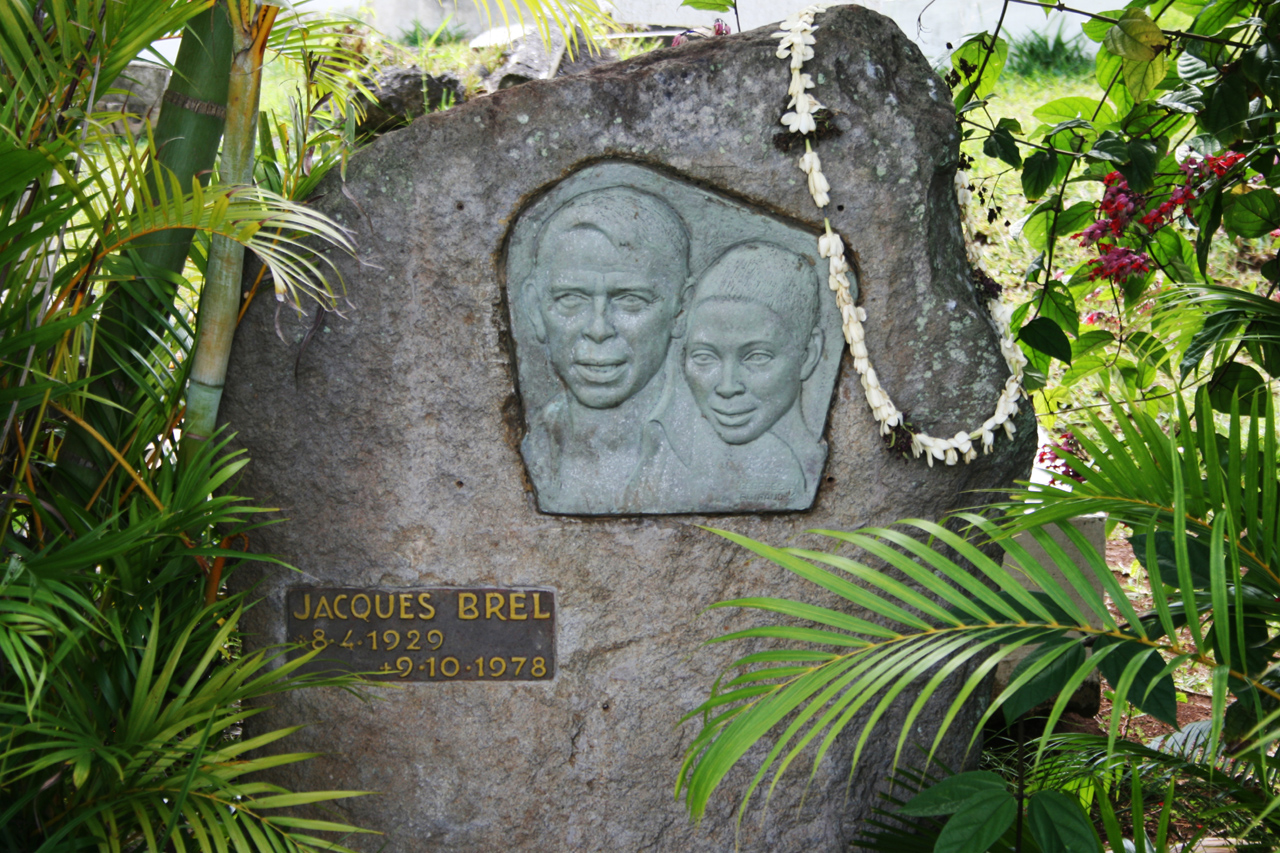
Tumba de J. Brel.

Desde que el cantautor accedió a la notoriedad y más allá de su familia formal, Brel tuvo diversas parejas: Suzanne Gabriello de 1955 a 1961, Sylvie Rivet (entre 1961 y 1970). En los años 70, un breve tiempo con Annie Girardot y Danièle Evenou. Su última compañera sentimental desde diciembre de 1971 fue la actriz Maddly Bamy (Guadalupe, 1943), que acompaña al cantante hasta su muerte en 1978.
En 1973, lo abandonó todo y se retiró a las Islas Marquesas, en la Polinesia Francesa, donde se dedicaría a navegar en su velero Askoy y a pilotar un bimotor que utilizaría como avión-taxi para ayudar a los habitantes de las islas. Allí permaneció hasta 1977, cuando volvió a París y grabó su muy bien recibido último disco Les Marquises, en unas condiciones de salud muy difíciles. La canción Les Marquises que cierra el álbum sólo se pudo grabar una vez. Al acabar la grabación, regresó a la Polinesia.
Brel murió de cáncer de pulmón en París en octubre de 1978 y fue enterrado en Atuona, Hiva Oa, Islas Marquesas, en la Polinesia Francesa, a pocos metros de la tumba del pintor Paul Gauguin.
En diciembre de 2005, el público de la RTBF (la radio-televisión pública francófona belga) le eligió como el belga más importante de todos los tiempos.

### Postura ante movimiento flamenco
Su actitud hacia los flamencos parece contradictoria: en ocasiones se declaraba flamenco y se presentaba como un cantante de Flandes, también parodió la vida rústica de los flamencos con la canción cómica Les Flamandes. Más adelante dirigió su furia contra los flamingants, los partidarios del movimiento flamenco. En La, la, la (1967) canta "Vive les Belgiens, merde pour les flamingants" ("Viva los belgas, mierda para los flamingants"). En Les F... (1977) Brel describe a los flamingants como "Nazis durant les guerres et catholiques entre elles" ("Nazis durante las guerras y católicos entre ellas"). Al parecer, para Brel todos los flamingants eran extremistas de derecha.
Aunque Francia era la "nación espiritual" de Brel y realizó afirmaciones contradictorias sobre su Bélgica natal, muchos minimizan la importancia de estos hechos ya que muchas de sus mejores composiciones rinden tributo a Bélgica, como por ejemplo Le plat pays o Il neige sur Liège

## Ne me quitte pas
En 1959 Brel graba lo que sería su obra maestra y mayor éxito, el sencillo Ne me quitte pas (No me abandones), una sentida balada con una sencilla estructura melódica y una poderosa letra inspirada en la ruptura amorosa con Suzanne Gabriello "Zizou", Brel abandonó a su amante embarazada mientras ella suplicaba. Otra versión dice que "Zizou" abandonó a Brel y éste no quiso reconocer al hijo que esperaban. 
La canción ha sido interpretada por los más importantes cantantes desde su publicación original, rebasando ritmos, estilos e idiomas. 

## Discografía
Recopilar una discografía completa de Jacques Brel es muy complejo, ya que sus obras han sido publicadas en muchas permutaciones diferentes, en países distintos y formatos variados; incluso algunos discos se conocen a veces por más de un título.
Los músicos, compositores y arreglistas François Rauber y Gérard Jouannest forman parte indispensable de su trayectoria artística.
En aras de la claridad y la concisión, esta discografía se restringe a los discos originales de Brel tal como se recopilaban en la caja de 16 CD Boîte à Bonbons, publicada en 2003; a esto se añade el álbum Chansons ou Versions Inédites de Jeunesse, que se publicó por primera vez como parte de esta caja. Los títulos siguen los utilizados en ella.

### Discos en estudio
- Grand Jacques (1954)
- Quand On n'a Que l'Amour (1957)
- Au Printemps (1958)
- La Valse à Mille Temps (1959)
- Marieke (1961)
- Les Bourgeois (1962)
- Les Bonbons (1966)
- Ces Gens-Là (1966)
- Jacques Brel '67 (1967)
- J'arrive (1968)
- L'Homme de la Mancha (1968)
- Ne me quitte pas (1972)
- Les Marquises (1977)

### Discos en vivo
- Enregistrement Public à l'Olympia 1961 (1962)
- Enregistrement Public à l'Olympia 1964 (1964)

### Rarezas
- Chansons ou Versions Inédites de Jeunesse (2003)